# Нарди, Поль
Поль Нарди́ (фр. Paul Nardi; родился 18 мая, 1994, Везуль, Франция) — французский футболист, вратарь клуба «Куинз Парк Рейнджерс».

## Клубная карьера
Нарди — воспитанник клуба «Нанси», за который он играл в 2006—2014 годах.
В 2014 году перешёл в «Монако», но сразу был отдан в аренду обратно в «Нанси». После возвращения из аренды
стал эпизодически появляться на поле. 13 декабря 2015 года в матче против «Сент-Этьена» дебютировал в чемпионате Франции. С сезона 2016/2017 по 2018/2019 выступал за бельгийский «Серкль Брюгге» в качестве аренды, а уже в сезоне 2019/2020 перешел во французский «Лорьян», выступающий во второй лиге Франции. С 2022 года выступает за «Гент».
30 ноября 2023 года в матче Лиги Конференций против «Зари» вратарь получил открытый перелом левой ноги, пытаясь выбить мяч.

## Международная карьера
Играл за различные молодёжные сборные Франции.

## Статистика
| Сезон           | Клуб   | Дивизион | Лига  | Лига | Кубок | Кубок | Континентальные | Континентальные | Всего | Всего |
| Сезон           | Клуб   | Дивизион | Матчи | Голы | Матчи | Голы  | Матчи           | Голы            | Матчи | Голы  |
| --------------- | ------ | -------- | ----- | ---- | ----- | ----- | --------------- | --------------- | ----- | ----- |
| 2013/14         | Нанси  | Лига 2   | 33    | 0    | 3     | 0     | 0               | 0               | 34    | 0     |
| 2014/15         | Нанси  | Лига 2   | 29    | 0    | 0     | 0     | 0               | 0               | 29    | 0     |
| 2015/16         | Монако | Лига 1   | 2     | 0    | 2     | 0     | 0               | 0               | 4     | 0     |
| Всего в карьере |        |          | 64    | 0    | 5     | 0     | 0               | 0               | 69    | 0     |